# 659 هـ
659 هـ هي سنة في التقويم الهجري امتدت مقابلةً في التقويم الميلادي بين سنتي 1260 و1261.

## مواليد
- علاء الدولة السمناني

## وفيات
- ابن مطروح
- زين الدين بن المنجا

- سيف الدين الباخرزي
- الناصر يوسف
- ابن عبدون المكناسي
- زين الدين ابن المنجا